# Kinderen van hun tijd

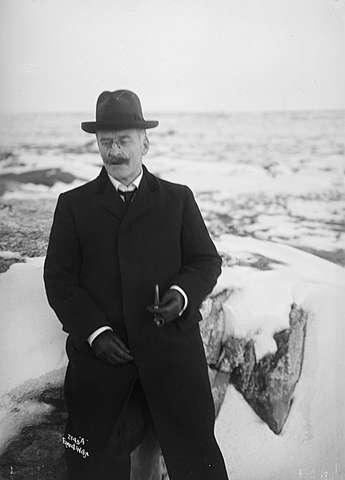
Knut Hamsun, 1914, door Wilse

Kinderen van hun tijd (Noors: „Børn av Tiden“) is een roman van de Noorse schrijver en Nobelprijswinnaar Knut Hamsun, verschenen in 1913. Kinderen van hun tijd vormt één geheel met de roman De ontwrichten (Segelfoss by, 1915).

## Intrige en typering
Kinderen van hun tijd vertelt de geschiedenis van landjonker Willatz Holmsen, die in een uithoek van Noord-Noorwegen tevergeefs probeert het oude familiebezit en de patriarchale levensvormen te behoeden tegen de invloeden van de nieuwe tijd. Die nieuwe tijd wordt in de roman belichaamd door de figuur van Holmengraa, een in Mexico rijk geworden volksjongen die naar zijn armoedige geboortestreek terugkeert om daar industrie en welvaart te brengen. Homengraa maakt gebruik van de financiële problemen van Holmsen en verwerft tegen betaling grote stukken grond van hem. Holmsen ziet te laat dat hij hiermee uiteindelijk zijn eigen ondergang bespoedigt. Aan het einde van het boek vindt de vereenzaamde oude Holmsen echter een lang gezochte goudschat die hem redt van een onvermijdelijk bankroet, een wending van zijn lot die hij maar ternauwernood overleeft.
Waar Holmengraa de economische tegenspeler is van Holmsen is zijn vrouw Adelheid dat in het persoonlijke vlak. De huwelijkstragedie van Holmsen en Adelheid, nauw verweven met het economisch debacle van de landjonker, vormt in feite het tweede intrige van het boek. Adelheid onderhoudt nauwe relaties met Holmengraa en andere vertegenwoordigers van de ‘nieuwe tijd’ (dokter Riis, zakenman Coldevin) en onderstreept daarmee het centrale thema van het boek: de beschrijving van een stervende oude- en een opkomende nieuwe tijd. Een gelukkig huwelijksleven is Adelheid echter niet gegund. Ze sterft vroegtijdig, zonder de werkelijke liefde te hebben beleefd en zonder haar vele mogelijkheden te hebben kunnen gebruiken. Hamsun-kenner Amy van Marken ziet Adelheid als “een van de aangrijpendste portretten in Hamsuns enorme personengalerij”.